# Raymond Ramazani Baya
Pour les articles homonymes, voir Baya.
Raymond Ramazani Baya, né le 17 juin 1943 à Léopoldville au Congo belge et mort le 1er janvier 2019 à Fontenay-lès-Briis (France), est un homme politique et diplomate congolais. 
Il est le ministre des Affaires étrangères et de la Coopération internationale dans le gouvernement de transition de la république démocratique du Congo du 22 juillet 2004 au 6 février 2007.

## Biographie
Raymond Ramazani Baya a été pendant longtemps membre du Mouvement populaire de la Révolution (MPR) sous Mobutu, plus particulièrement en tant que ministre de l'Information et ambassadeur en France de 1990 à 1996.
En 1996, il renverse et tue à Menton deux adolescents, Raphaël Lenoir, 13 ans, et Ronald Lehartel, 12 ans, à la suite d'un excès de vitesse (120 km/h au lieu des 45  km/h autorisés). Il démissionne alors de son poste d'ambassadeur et est condamné à deux ans de prison avec sursis et 56 000 FF d'amende.
À la suite de la chute de Mobutu en 1997, Raymond Ramazani Baya est devenu mécontent du nouveau gouvernement mis en place pour Laurent-Désiré Kabila. Il joint le Mouvement de Libération du Congo (MLC), un groupe rebelle basé à Gbadolite, dirigé par Jean-Pierre Bemba. En 2003, le MLC entra dans le gouvernement de transition avec d'autres groupes rebelles et le gouvernement de Joseph Kabila. Bemba devient vice-président et a la capacité de nommer le ministre des Affaires étrangères, poste qu'il donne à Antoine Ghonda. Raymond Ramazani Baya le remplace lorsque celui-ci est démis de ces fonctions en 2004.